# Riccardo Marchesi
Riccardo Marchesi (ur. 23 grudnia 1976 w Bolonii) – włoski trener siatkarski. Od sezonu 2020/2021 do 19 marca 2022 był trenerem klubu E.Leclerc Radomki Radom.

## Przebieg kariery
| Lata                      | Klub                            | Funkcja          |
| ------------------------- | ------------------------------- | ---------------- |
| 2002–2004                 | Robur Tiboni Volley Urbino      | asystent trenera |
| 2004–2006                 | Scavolini Pesaro                | statystyk        |
| 2006–2010 (do 13.03.2010) | Scavolini Pesaro                | asystent trenera |
| 2010 (od 13.03.2010)      | Scavolini Pesaro                | I trener         |
| 2010–2011                 | Scavolini Pesaro                | asystent trenera |
| 2011–2012                 | Rebecchi Nordmeccanica Piacenza | I trener         |
| 2012–2016                 | ES Le Cannet-Rocheville         | I trener         |
| 2016–2017                 | Battistelli S.G. Marignano      | I trener         |
| 2017–2020                 | RC Cannes                       | I trener         |
| 2020–2022 (do 19.03.2022) | E.Leclerc Radomka Radom         | I trener         |
| 2022–2023                 | AS Saint-Raphaël VB             | I trener         |
| 2023–                     | RC Cannes                       | I trener         |

## Sukcesy trenerskie

### klubowe
Mistrzostwo Włoch:
- 2010[8]

Puchar Francji:
- 2015, 2018

Mistrzostwo Francji:
- 2019
- 2015, 2018

Superpuchar Francji:
- 2015, 2019